# 卢达克里斯
克里斯托弗·布莱恩·布里奇斯（Christopher Brian Bridges，1977年9月11日—），艺名路達克里斯（Ludacris），生于美国伊利诺伊州尚佩恩，非裔美国饶舌歌手、演员，拥有美国与加蓬双重国籍。其曾获影视演员协会奖、MTV音乐录影带大奖和格莱美奖。同時在「玩命關頭系列」中飾演泰吉廣為人知。

## 演藝生活
2000年5月發行首張獨立專輯《Incognegro》而出道 。2003年10月發行第三張錄音室專輯《Chicken-n-Beer》，獲得美國告示牌Billboard冠軍。同年其主演的首部電影《玩命關頭2：飆風再起》上映，
他憑借該片入圍了第13屆MTV電影獎「最具突破男演員獎」。2005年2月憑借與亞瑟小子、Lil Jon合唱的歌曲《Yeah!》獲得第47屆格萊美獎「最佳說唱歌曲合作獎 」。
2006年9月發行第五張錄音室專輯《Release Therapy》，該專輯獲得了第49屆格萊美獎「最佳說唱專輯獎」 。2008年參演動作犯罪電影《搖滾黑幫》。
2011年接連出演《玩命關頭5》、《玩命關頭6》、《玩命關頭7》、《玩命關頭8》大獲好評。

## 電影作品
| 年份 | 作品                                 | 角色                 | 備註                                                                                                 |
| 2003 | 玩命關頭2：飆風再起 2 Fast 2 Furious | 泰吉·帕克 Tej Parker | 布萊恩的朋友，因為發生過車禍的關係，所以只負責舉行比賽和收競賽賭金而不參與街頭競速，擁有一間修車廠。 |
| 2008 | 搖滾黑幫 RocknRolla                  | Mickey               | |
| 2009 | 極限遊戲 Gamer                       | Brother              | 人道組織的領導人，同時也負責組織的發言。                                                             |
| 2011 | 玩命關頭5 Fast Five                  | 泰吉·帕克 Tej Parker | 劫匪成員「駭客」，布萊恩和羅曼的朋友，來自邁阿密。                                                   |
| 2011 | 飯飯之交 No Strings Attached         | 華勒斯               | 配角                                                                                                 |
| 2013 | 玩命關頭6 Fast & Furious 6           | 泰吉·帕克 Tej Parker | |
| 2015 | 玩命關頭7 Furious 7                  | 泰吉·帕克 Tej Parker | |
| 2017 | 玩命關頭8 The Fate of the Furious    | 泰吉·帕克 Tej Parker | |
| 2021 | 玩命關頭9 F9                         | 泰吉·帕克 Tej Parker | |
| 2023 | 玩命關頭10 Fast X                    | 泰吉·帕克 Tej Parker | |